# Paulina García
Paulina García (ur. 27 listopada 1960 w Santiago) – chilijska aktorka filmowa, teatralna i telewizyjna. Przełomem w jej karierze okazała się tytułowa rola  w filmie Gloria (2013) Sebastiána Lelio. Kreacja pozytywnie nastawionej do świata starzejącej się kobiety po przejściach przyniosła jej Srebrnego Niedźwiedzia dla najlepszej aktorki na 63. MFF w Berlinie. Po sukcesie Glorii aktorka zagrała m.in. matkę Pabla Escobara w pierwszych dwóch sezonach serialu Narcos (2015-16).